# Pico de luz eterna

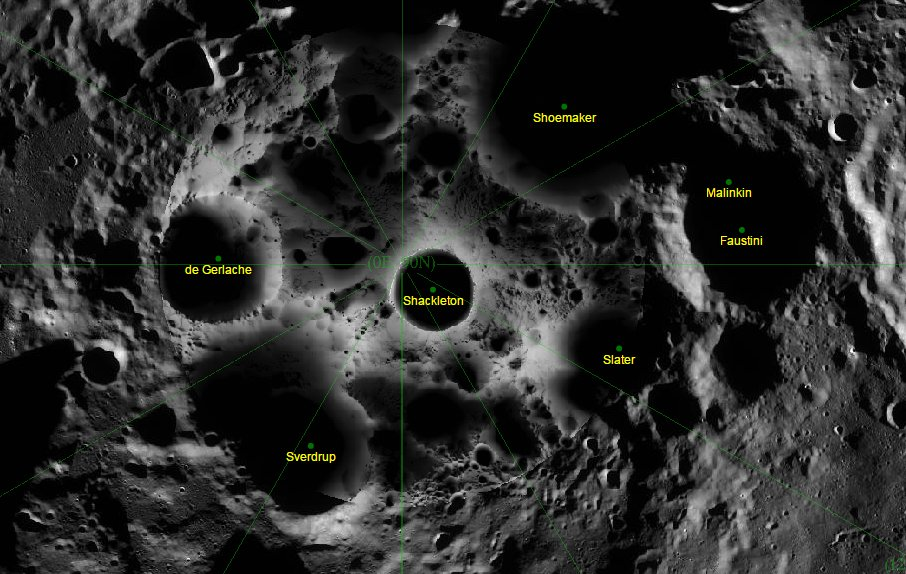
Condiciones de iluminación en el polo sur de la luna. En color blanco, luz permanente; en color negro, sombra permanente (entre los 88° y los 90°)

El término pico de luz eterna describe un punto en concreto de un cuerpo del Sistema Solar bañado constantemente por la luz del Sol. Esto es debido tanto a la rotación del cuerpo como a la altitud del punto en cuestión. La existencia de dichos puntos fue propuesta por primera vez por Camille Flammarion en 1879, quien especuló con la existencia de zonas en la Luna donde se vería el Sol de forma constante. La existencia de estos picos sería ventajosa para la exploración espacial y la colonización de algunos planetas o lunas, ya que se podrían situar dispositivos generadores de energía capaces de recibir luz solar de forma constante, sin importar la hora del día, y con unos rangos de temperatura estables.

## En la Luna
Los picos de luz eterna en la Luna no serían estrictamente "eternos", ya que la luz solar se vería ocasionalmente bloqueada por la sombra terrestre durante los eclipses lunares (con duraciones de hasta 6 horas).
De acuerdo con las imágenes enviadas por la sonda Clementine, un equipo de la Universidad Johns Hopkins encontró cuatro picos de luz eterna en el borde externo del cráter Peary. Este cráter está situado cerca del Polo Norte lunar. Las imágenes de Clementine fueron tomadas durante el verano del hemisferio norte lunar, y fue imposible determinar si alguna de estas localizaciones perderían la visión directa del Sol durante el invierno lunar. Aunque no se han encontrado sitios similares en el hemisferio norte lunar, la zona de las Montañas Malapert, en el exterior del cráter homónimo, a 122 km del Polo Sur lunar, podría tener iluminación casi constante.
Desde el 2005 hasta el 2006, la sonda de la ESA SMART-1 hizo una búsqueda sistemática de picos de luz eterna en los polos lunares. Dicha sonda monitorizó la iluminación presente en los polos para buscar variaciones estacionales, confirmando que permanecían iluminadas durante el invierno lunar. Los lugares confirmados podrían servir para situar futuras colonias humanas, que se encontrarían con una fuente de luz (y por tanto de energía utilizable) constante y temperaturas adecuadas.

## En Mercurio
La existencia de picos de luz eterna en Mercurio ha sido solo teorizada, pero la falta de una cartografía detallada ha impedido confirmar este punto.